# Euclimacia celebica
Euclimacia celebica är en insektsart som beskrevs av Eduard Handschin 1961. Euclimacia celebica ingår i släktet Euclimacia och familjen fångsländor. Inga underarter finns listade i Catalogue of Life.